# Комиссия ФАИ по утверждению рекордов в астронавтике
Комиссия ФАИ по утверждению рекордов в астронавтике (ICARE) — одна из одиннадцати комиссий воздушного спорта Международной федерации аэронавтики. Комиссия отвечает за контролирование и подтверждение спортивных рекордов в области космонавтики.

## Присуждаемые награды
- Золотая космическая медаль ФАИ.
- Золотая медаль Нила (The Nile Gold Medal).
- Золотая медаль имени Юрия Алексеевича Гагарина.
- Диплом имени Владимира Михайловича Комарова.
- Диплом имени Сергея Павловича Королёва.
- Диплом «Одиссей».
- Почётный групповой диплом ФАИ в области астронавтики.